# Oh Mother
Oh Mother – piosenka R&B stworzona na trzeci album studyjny amerykańskiej piosenkarki Christiny Aguilery pt. Back to Basics (2006). Wyprodukowany przez Aguilerę, Big Tanka i L Boogie, utwór wydany został jako piąty i finalny singel promujący krążek dnia 23 listopada 2007 roku w Europie niemieckojęzycznej.
Piosenka odniosła umiarkowany sukces komercyjny w państwach europejskich, okupując wysokie pozycje na listach przebojów airplayowych oraz niższe w notowaniach singli. Odbiór utworu przez krytyków muzycznych był pozytywny.

## Informacje o utworze
Piosenka została napisana przez Christinę Aguilerę przy współudziale Derrycka Thorntona, Marka Rankina, Liz Thornton oraz Kary DioGuardi. Treść utworu traktuje o toksycznym związku matki wokalistki ze swoim mężem, Fausto Aguilerą. W „Oh Mother” Aguilera docenia odwagę i dzielność swojej matki w obliczu przemocy, jaką stosował wobec niej mąż. „Oh Mother” komponowane było w tonacji cis-moll. Melodię stworzono przy udziale takich instrumentów muzycznych, jak gitara, keyboard i pianino. Utwór pojawił się na ścieżce dźwiękowej do francuskiego filmu Pan od muzyki (Les choristes, 2004) oraz sampluje pochodzącą z niego piosenkę „Vois sur ton chemin” autorstwa Bruno Coulaisa i Christophe’a Barratiera.

## Wydanie singla
Podczas gdy „Candyman” posłużył za ostatni singel z albumu Back to Basics wydany ogólnoświatowo, dwa kolejne single spotkały się z regionalną promocją. W lipcu 2007 piosenka „Slow Down Baby” miała swoją oficjalną premierę w krajach Oceanii i Azji, a cztery miesiące później – listopadem, wydany w poszczególnych państwach europejskich został utwór „Oh Mother”. Kompozycja miała trafić na rynek muzyczny Ameryki Łacińskiej, lecz wcześniejsze wysłanie „Slow Down Baby” do rozgłośni radiowych kontynentu południowoamerykańskiego uniemożliwiło zrealizowanie tego planu. Ponadto, na początku 2008 w USA premierę odnotował singel promocyjny „Save Me from Myself”; znikoma promocja radiowa oraz nieopublikowanie go w żadnej formie fizycznej powodują jednak, że nie jest on klasyfikowany jako oficjalny singel i czyni z „Oh Mother” ostatnie singlowe wydawnictwo promujące krążek Back to Basics.
23 listopada 2007 roku odbyła się premiera singla w Europie niemieckojęzycznej. W oficjalnym notowaniu najlepiej sprzedających się singli w Szwajcarii piosenka spędziła cztery tygodnie, jako szczytne osiągając miejsce siedemdziesiąte dziewiąte (wynik ten opierał się wyłącznie na sprzedaży singla w systemie digital download). Z większą popularnością „Oh Mother” spotkało się w Niemczech i Austrii, zajmując – kolejno – osiemnaste i dwudzieste trzecie pozycje na listach przebojów singlowych. W tych krajach utwór okazał się przebojem radiowym; osiągnął lokacje #4 notowania German Airplay Chart oraz #11 zestawienia Austrian Airplay Chart. 8 grudnia miejsce miała premiera utworu w brytyjskim radiu, na antenie rozgłośni BBC Radio 2. „Oh Mother” nie odniosło większego sukcesu komercyjnego w Wielkiej Brytanii, pomimo popularności w stacjach radiowych tego kraju. 31 grudnia piosenkę wydano na Wyspach w formie digital download oraz na promocyjnych płytach kompaktowych. 7 marca 2008 nagranie opublikowano na singlu CD w Tajwanie.

## Opinie
Nicole Hogsett, publicystka współtworząca serwis internetowy Yahoo! Voices, przypisała singlowi pozycję trzecią w rankingu dziesięciu najlepszych piosenek Christiny Aguilery. Według redaktorów witryny the-rockferry.onet.pl, „Oh Mother” to jedna z najlepszych kompozycji nagranych przez Aguilerę w latach 1997–2010. W zestawieniu stu najważniejszych utworów artystki z tego okresu serwis przypisał balladzie pozycję #11. Niemiecka dziennikarka muzyczna Yavi Bartula (styleranking.de) wskazała „Oh Mother” jako jedną z pięciu najbardziej przyprawiających o dreszcze ballad z repertuaru Aguilery. Zuzanna Janicka (the-rockferry.pl) uznała wykonanie „Oh Mother” za jeden z najbardziej pamiętnych momentów w karierze Aguilery.

### Recenzje
Autor strony internetowej musicaddiction2.com pozytywnie odebrał piosenkę, chwaląc głównie jej emocjonalny przekaz. „Nie jest to do końca ballada, choć utwór jest umiarkowanie wolny. ‘Oh Mother’ perfekcyjnie skupia się na dramatyzmie, co podkreślać mają tekst piosenki i aranżacja – szczególnie, w tym drugim przypadku, grające w tle smyczki. Śpiew Christiny staje się bardzo uczuciowy pod koniec utworu, a do łez naprawdę doprowadza fragment 'You got me, I got you, together we’ll always pull through'” – pisał recenzent. Michiel Vos (A Bit of Pop Music) określił „Oh Mother” jako piosenkę subtelną, lecz poruszającą. Docenił jej tekst i wykonanie wokalne, pisząc, że „wywołuje gęsią skórkę”.

## Teledysk
Wideoklip do utworu „Oh Mother” po raz pierwszy wyemitowała muzyczna stacja telewizyjna VIVA. Premiera odbyła się pod koniec grudnia 2007 roku. Teledysk nie posiada fabuły, wykorzystano w nim materiał nakręcony podczas trasy koncertowej Back to Basics Tour.

## Promocja i wykonania koncertowe
Promocja piosenki była znikoma. W drugiej połowie 2006 roku „Oh Mother”, razem z piosenkami „Understand” i „Candyman” z krążka Back to Basics, zostały odśpiewane przez Christinę Aguilerę w specjalnym programie telewizji MTV, poświęconym wokalistce. W grudniu 2013 redakcja witryny internetowej fuse.tv uznała to wykonanie za jeden z dziesięciu najlepszych występów w dotychczasowej karierze piosenkarki. Od listopada 2006 do lipca 2007 Aguilera koncertowała z utworem w tournée po Europie, Ameryce Północnej, Azji i Australii podczas Back to Basics Tour. „Oh Mother” był elementem segmentu trasy Juke Joint i był wykonywany jako utwór zamykający ten segment. Występ wokalistka dedykowała swojej matce.

## Listy utworów i formaty singla
Podstawowy CD-maxi singel
1. „Oh Mother” (Album Version) – 3:45
2. „Oh Mother” (Instrumental) – 3:45

Premium CD-maxi singel
1. „Oh Mother” – 3:45
2. „Candyman” – 3:45
3. „Ain’t No Other Man” (Back to Basics Live in London) – 4:03
4. „Candyman” (Back to Basics Live in London) – 3:22

## Twórcy
- Główne wokale: Christina Aguilera
- Producent: Big Tank, L Boogie, Christina Aguilera
- Autor: Christina Aguilera, Bruno Coulais, Christophe Barratier, Derryck Thornton, Mark Rankin, Liz Thornton, Kara DioGuardi
- Nagrywanie: Oscar Ramirez
- Mixer: Peter Mokran, współpr. Seth Waldmann, Sam Holland
- Fortepian i keyboard: V. Young
- Gitara i dowodzenie instrumentami: Rob Lewis

## Pozycje na listach przebojów
| Kraj/region     | Notowanie (2007−2009)     | Wydawca              | Najwyższa pozycja |
| --------------- | ------------------------- | -------------------- | ----------------- |
| Austria         | Top 50 Airplay            | MusicTrace           | 11                |
| Austria         | Top 75 Singles            | Ö3 Austria Top 40    | 23                |
| Europa          | Hot 100 Singles           | Billboard            | 55                |
| Europa          | Official Airplay Chart    | IFPI                 | 29                |
| Francja         | Official Airplay Chart    | SNEP                 | 22                |
| Gruzja          | Official Airplay Chart    | IFPI                 | 16                |
| Holandia        | Mega Airplay Top 50       | MegaCharts           | 48                |
| Holandia        | Mega Single Top 100       | MegaCharts           | 54                |
| Holandia        | Tipparade Top 30          | MegaCharts           | 12                |
| Luksemburg      | Official Airplay Chart    | IFPI                 | 21                |
| Niemcy          | Top 100 Airplay           | MusicTrace           | 4                 |
| Niemcy          | Top 100 Singles           | Media Control Charts | 18                |
| Rosja           | Official Airplay Chart    | Tophit               | 117               |
| Słowacja        | Top 100 Singles           | IFPI                 | 21                |
| Szwajcaria      | Top 100 Singles           | Schweizer Hitparade  | 79                |
| Szwajcaria      | Top 50 Airplay            | IFPI/MusicTrace      | 4                 |
| Wielka Brytania | UK Official Airplay Chart | OCC                  | 15                |

### Listy końcoworoczne
| Kraj  | Notowanie (2007) | Wydawca | Pozycja |
| ----- | ---------------- | ------- | ------- |
| Liban | Top 100 Airplay  | NRJ     | 27      |

| Kraj       | Notowanie (2008)       | Wydawca | Pozycja |
| ---------- | ---------------------- | ------- | ------- |
| Luksemburg | Official Airplay Chart | IFPI    | 20      |

## Historia wydania
| Region                   | Data              | Format                      |
| ------------------------ | ----------------- | --------------------------- |
| Europa niemieckojęzyczna | 23 listopada 2007 | singel CD, digital download |
| Holandia                 | 3 grudnia 2007    | singel CD, digital download |
| Wielka Brytania          | 8 grudnia 2007    | airplay                     |
| Wielka Brytania          | 31 grudnia 2007   | singel CD, digital download |
| Tajwan                   | 7 marca 2008      | singel CD                   |